# برفابه

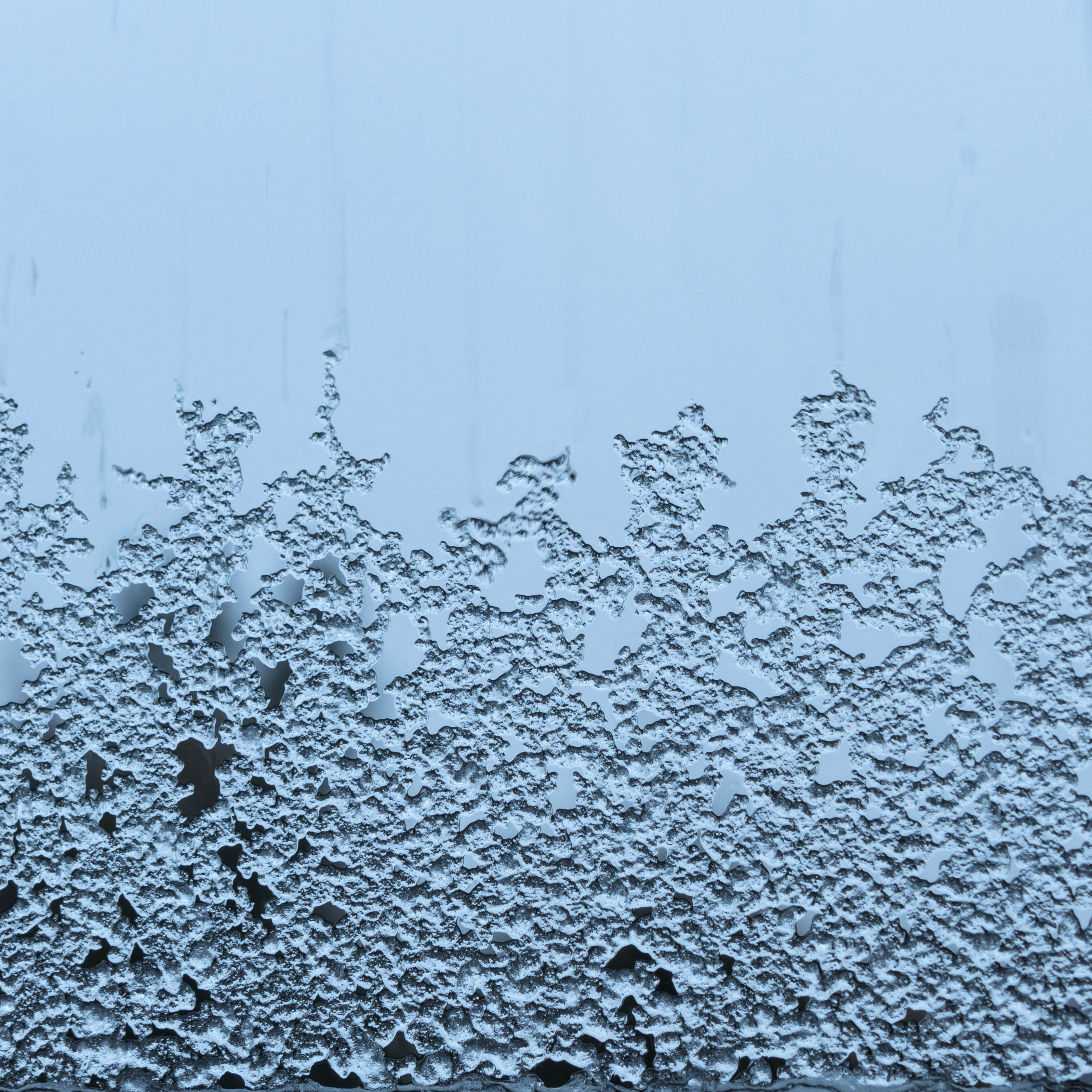
برفابه بر روی پنجره

برفابه (انگلیسی: Slush) نوعی دوغاب آمیخته از بلورهای یخ کوچک (مانند برف) و آب مایع است.
در محیط زیست طبیعی، هنگامی که یخ یا برف ذوب می‌شود یا در هنگام بارش آمیخته باران و برف تشکیل می‌شود. برفابه اغلب با خاک و سایر آلاینده‌های روی سطح مخلوط شده که این منجر به رنگ خاکستری یا قهوه‌ای گل‌آلود آن می‌شود. اغلب، یخ جامد یا برف می‌توانند مانع از تخلیه آب مایع از مناطق برفابه‌ای شوند، بنابراین برفابه معمولاً پیش از اینکه کاملاً تخلیه و ناپدید شود، چندین چرخه انجماد/ذوب را طی می‌کند.
در مناطقی که از نمک جاده برای پاکسازی معابر استفاده می‌شود، برفابه در مناطق نمک‌پاشی‌شده در دماهای پایین‌تری نسبت به حالت عادی شکل می‌گیرد. این عامل می‌تواند چندین سازگاری مختلف را در یک منطقه جغرافیایی با مناطق نمک‌پاشی‌شده پوشیده از برفابه و مناطق دیگر پوشیده از بارش یخ‌زده ایجاد کند.